# Akwametria
Akwametria – zespół metod z zakresu chemii analitycznej ilościowej obejmującej metody oznaczania zawartości wody w substancjach nieorganicznych, organicznych i ich mieszaninach, w postaci ciekłej (np. oleje), stałej (np. produkty farmaceutyczne, susze roślinne, mąka) lub gazowej. Do metod akwametrycznych zalicza się metody, w przypadku których selektywnie oznaczana jest woda (np. miareczkowanie lub chromatografię), co wyklucza powszechnie stosowaną metodę grawimetryczną (suszarkową), służącą do zgrubnego oznaczania zawartości wody wraz z innymi składnikami lotnymi.
Podstawową, najpowszechniej stosowaną i historycznie pierwszą metodą jest opracowane w 1935 roku miareczkowanie metodą Karla Fishera.